# Road to Hell (film)
Road to Hell (titlu original: Road to Hell) este un film american fantastic de acțiune din 2008  regizat de Albert Pyun. Rolurile principale au fost interpretate de actorii Michael Paré, Deborah Van Valkenburgh și Clare Kramer. Este inspirat de filmul Străzile în flăcări regizat de Walter Hill. Pyun a afirmat că geneza filmului a început când el și Paré au participat la un festival de film în Spania.
A avut încasări de 1.440$.

## Distribuție
- Michael Paré - Tom Cody
- Deborah Van Valkenburgh - Reva Cody, Tom's Sister
- Clare Kramer - Caitlin
- Courtney Peldon - Ashley
- Anita Leeman - Ellen Aim
- Lauren Sutherland - McCoy
- Joei Fulco - Gabriel The Archangel
- Roxy Gunn - Ellen Dream
- Chris Reject - DJ Dante
- Paige Lauren Billiot - 'Honey Dew'
- Nicholas Lahesich - 'Baby Doll'
- Norbert Weisser - Farnsworth, The Interrogator
- Scott Paulin - Brick Bardo, The Driver